# Hàng Bạc (phường)
Hàng Bạc là một phường thuộc quận Hoàn Kiếm, thành phố Hà Nội, Việt Nam.
Phường Hàng Bạc có diện tích 0,09 km², dân số năm 2021 là 5.133 người, mật độ dân số đạt 57.033 người/km².